# Kuhmajärvi
Kuhmajärvi är en sjö i Finland. Den ligger i kommunen Kangasala i landskapet Birkaland, i den södra delen av landet, 150 km norr om huvudstaden Helsingfors. Kuhmajärvi ligger 100,9 meter över havet. Arean är 5,05 kvadratkilometer och strandlinjen är 18,3 kilometer lång. Sjön  ingår i Kumo älvs huvudavrinningsområde.   I omgivningarna runt Kuhmajärvi växer i huvudsak blandskog. Den sträcker sig 4,3 kilometer i nord-sydlig riktning, och 2,4 kilometer i öst-västlig riktning.
I övrigt finns följande i Kuhmajärvi:
- Taikasaari (en ö)
- Kolarinsaari (en ö)
- Kotasaari (en ö)
- Huhtasaari (en ö)
- Omenasaari (en ö)
- Särkänsaari (en ö)
- Talaskari (en ö)